# Werkgruppen Folgaria und Lavarone
Die Werkgruppen oder Sperrgruppen von Folgaria (Vielgereuth) und Lavarone (Lafraun) waren Teil der österreichischen Befestigungen an der Grenze zu Italien und bestanden aus einer Reihe von sieben selbständigen Festungswerken (Forts). Sie liegen rund 20 km südsüdöstlich von Trient (Trento) und fielen nach dem Ersten Weltkrieg gemeinsam mit Südtirol und dem Trentino an Italien. Von Südwesten nach Nordosten handelte es sich um die folgenden Werke:
- Werk Serrada (auch Dosso del Sommo) (erbaut 1912–15)
- Zwischenwerk Sommo (it. Sommo alto) (1912–15)
- Werk Sebastiano (auch San Sebastiano / ursprünglich Werk Cherle) (1909–13)
- Werk Gschwent (it. Forte Belvedere) (1909–12)
- Werk Lusern (it. Campo di Luserna) (1907–10)
- Werk Verle (it. Forte di Busa di Verle) (1907–11)
- Posten Vezzena (it. Forte Vezzena) (1907–12).

Die Werke (Forts) der Sperrgruppe wurden zwischen 1907 und 1913 und somit nur wenige Jahre vor dem Ersten Weltkrieg erbaut und gehörten zu den modernsten Festungswerken Österreich-Ungarns. Sie liegen vor der Linie der älteren Werke (Tenna, Colle delle benne, Mattarello und Romagnano) aus der „Bauperiode Vogl“, sollten die Hochflächen um die Gemeinden Folgaria und Lavarone gegen einen italienischen Angriff schützen und die Hochflächen zugleich als möglichen Aufmarsch- und Bereitstellungsraum einer österreichischen Offensive decken. Gelegentlich findet sich auch die ungenaue Bezeichnung als Sperrgruppe der Sieben Gemeinden (Sette Comuni), auch wenn diese eigentlich östlich der ehemaligen Grenze und somit auch vor dem Ersten Weltkrieg in Italien lagen.

## Bauteile
Fünf der sieben Werke waren als regelrechte Einheitsforts angelegt und verfügten als Hauptbewaffnung über vier 10-cm-Haubitzen in Panzerkuppeln, die in einem oder zwei Batterieblöcken zusammengefasst waren. Weitere Bauelemente waren der Kasemattenblock mit den Unterkünften und technischen Einrichtungen wie der Stromzentrale, eine oder mehrere Nahkampfanlagen mit Maschinengewehren sowie eine in der Contrescarpe eingebaute Grabenstreiche mit 6-cm-Kanonen und Maschinengewehren. Die einzelnen Blöcke waren durch zumeist unterirdisch als Stollen vorgetriebene Poternen verbunden. Zumindest an den Fronten und Flanken waren die Werke von einem Graben umgeben und dadurch sturmfrei.
Die einzelnen Blöcke des sogenannten Zwischenwerks Sommo lagen weiter auseinander. Es wies deshalb keinen Graben auf und war zudem mit nur zwei Haubitzen armiert. Der Posten Vezzena bestand aus einem einzelnen Block und war lediglich mit Maschinengewehren bewaffnet.

## Bauweise
Die Festungswerke wurden vollständig aus Beton erbaut, der jedoch nur teilweise armiert war. Die Festungswerke sind nicht wirklich unterirdisch angelegt, sondern wurden in offenen Baugruben gewissermaßen in den Felsen versenkt und nach oben mit einer 2–3 m dicken Betondecke abgeschlossen. Der Kasemattenblock war nur auf der Feindseite versenkt, auf der Freundseite bildete er zugleich die Kehlseite (Rückfront) und wies Fenster auf, die mit Stahlläden verschlossen werden konnten. Lediglich die Poternen wurden zumeist ganz unterirdisch angelegt. Die Geschütze und Maschinengewehre waren in Panzerkuppeln auf den Decken oder in flankierenden Mauerscharten hinter Panzern eingebaut.

## Grundriss
Die zunächst errichteten Werke Verle und Lusern sind deutlich kompakter gebaut, als die etwas später errichteten Werke Gschwent und Serrada, die größere Abstände zwischen den einzelnen Blöcken und Haubitzen aufweisen, so dass die Wahrscheinlichkeit von wirksamen Treffern durch die Belagerungsartillerie verringert wurde. Trotzdem handelte es sich im Grunde um traditionelle Einheitsforts, die Artillerie und Infanterie innerhalb eines Grabens zusammenfassten, während in den meisten anderen Festungsregionen außerhalb von Gebirgen vor dem Ersten Weltkrieg ein Trend zur räumlichen Trennung von Infanteriewerken einerseits und Fernkampfbatterien andererseits festzustellen ist. Bemerkenswert und ausgesprochen modern war jedoch die hohe Zahl von in Panzerkuppeln eingebauten Maschinengewehren. Diese und vor allem das räumlich stark zergliederte Zwischenwerk Sommo erinnern an die zwischen den Weltkriegen errichteten Werke der Maginotlinie in Frankreich.

## Kämpfe im Ersten Weltkrieg
Der Kampf um die Festungsanlagen begann am 24./25. Mai 1915 kurz nach der Kriegserklärung Italiens an Österreich-Ungarn vom 23. Mai 1915 mit dem Beschuss durch die 149-mm-Kanonen der gegenüberliegenden italienischen Forts und mehrere Batterien 28 cm-Haubitzen. Vor allem die Vorpanzer der Haubitzen der Festungswerke erwiesen sich als zu schwach und wurden mehrfach durchschlagen. Aufgrund der moralischen Wirkung der Bombardierung veranlasste der Kommandant des Werks Verle bereits am 26. Mai die weitgehende Räumung seines Werkes, das Nachbarwerk Lusern hisste am 28. Mai sogar weiße Flaggen und wurde ganz verlassen. Beide Maßnahmen wurden wenig später rückgängig gemacht und die Werke wieder besetzt. Ein größerer Angriff am 30. Mai wurde abgeschlagen. Ab dem 15. August setzten die Italiener auch 30,5-cm-Haubitzen ein, die wesentlich schwerere Schäden verursachten, nun wurden in den Werken Verle und Lusern auch mehrfach die Betondecken durchschlagen. Ein größerer Angriff am 24. August konnte dennoch abgewehrt werden.
Über den Winter flauten die Kämpfe ab, nahmen aber im Vorfeld der österreichisch-ungarischen Südtiroloffensive seit April 1916 wieder zu. Durch die am 15. Mai 1916 begonnene Südtiroloffensive wurde die Front deutlich nach Süden und Osten verschoben, weshalb die meisten Werke nun weit hinter der Front lagen.
Literarisch verarbeitet wurden die Kämpfe um die Werkgruppe Lavarone in den autobiographischen Romanen Granaten und Lawinen (1932) von Fritz Weber und Sperrfort Rocca Alta (1937) von Luis Trenker.

## Heutiger Zustand
Vor allem zu Beginn der 1930er Jahre wurden die Metallteile der Festungswerke verschrottet. Mit Ausnahme des Werkes Gschwent wurden dabei auch die Decken gesprengt, um an die tragenden Stahlträger heranzukommen. Seither sind die meisten Werke Ruinen. Im Werk Gschwent ist ein Museum eingerichtet und die übrigen Werke wurden vor allem in den letzten Jahren gepflegt.